# Leonardo Figueroa
Leonardo Hilario Figueroa González (Talca, Chile, 17 de abril de 1990) es un futbolista chileno. Juega de portero y su último club profesional fue Colchagua de la Segunda División de Chile. Actualmente su club es el gran Brilla el Sol de la ciudad de Talca.

## Trayectoria
Figueroa se inició en las divisiones inferiores de la Universidad de Concepción, no ha tenido muchas chances de jugar en el primer equipo, solo ha sido suplente de otros arqueros del campanil, el 2011 fue enviado a préstamo a Fernández Vial que tenía de técnico a Jorge Rodríguez, En 2011 el club realizó una buena campaña y clasificó a la Fase Final para el ascenso a Primera B. En la última fecha llegó con posibilidades matemáticas de ser campeón, pero el triunfo de Barnecha sobre Municipal Mejillones lo dejó en el segundo puesto y sin poder regresar al profesionalismo, a pesar de haber ganado 2-0 a Iberia. A final de aquel año se produjo un problema en el club sufriendo una desafiliacion por parte de la ANFP por lo cual Figueroa tuvo que volver a Universidad de Concepción. Luego de su paso por el aurinegro nuevamente es enviado a préstamo esta vez a Deportes Iberia que tenía de técnico a Ronald Fuentes, en el equipo fue titular y siendo campeón de la Segunda División Profesional de Chile el año 2012, sin embargo no ascendió a Primera B ya que finalmente la liguilla la ganó Deportes Copiapó. El año 2013 vuelve al campanil en esa temporada solo juega 3 partidos en Primera División, ya que el titular Cristián Muñoz se encontraba lesionado, en esa temporada también jugó por Copa Chile que finalmente la obtuvieron en una final con Palestino en Talca. A mediados del 2016 tenía todo arreglado con Deportes Copiapó pero finalmente recayó en O'Higgins en calidad de préstamo por una temporada.

## Clubes
| Club                      | País  | Año       |
| ------------------------- | ----- | --------- |
| Universidad de Concepción | Chile | 2009-2010 |
| Fernández Vial            | Chile | 2011      |
| Iberia                    | Chile | 2012      |
| Universidad de Concepción | Chile | 2013-2016 |
| O'Higgins                 | Chile | 2016-2017 |
| Cobresal                  | Chile | 2017      |
| Everton                   | Chile | 2018      |
| San Luis                  | Chile | 2019      |
| Colchagua                 | Chile | 2020-     |

## Palmarés
Campeonatos nacionales
| Título           | Club                      | País  | Año     |
| ---------------- | ------------------------- | ----- | ------- |
| Segunda División | Iberia                    | Chile | 2012    |
| Copa Chile       | Universidad de Concepción | Chile | 2014-15 |